# Otonemertes marcusi
Otonemertes marcusi är en djurart som tillhör fylumet slemmaskar, och som beskrevs av Corrêa 1958. Otonemertes marcusi ingår i släktet Otonemertes och familjen Ototyphlonemertidae. Inga underarter finns listade i Catalogue of Life.